# 松岡要
松岡要（まつおか かなめ、1946年 -）は、日本の図書館学者。専門は公立図書館経営・指定管理者制度問題。元日本図書館協会事務局長。
愛知県出身。1967年3月図書館短期大学図書館学科卒業。1967年東京都目黒区役所に入庁し、図書館司書として各図書館に勤務。1994年には目黒区立目黒本町図書館長に就任し、2年後の1996年に退職。同年、日本図書館協会や図書館問題研究会に入会する。2003年から2012年、日本図書館協会の事務局長。

## 著書
- 『図書館連携の基盤整備に向けて : 図書館を支える制度の不備と「図書館連合」の提案』共同保存図書館・多摩, 2015.1
- 『『出版ニュース』にみる図書館問題 : 松岡要・編』社会教育研究全国集会図書館分科会, 2021.8
- 『YAサービスの探求と考察 : 松岡要講演録』DBジャパン, 2024.2

## 論文
- >松岡要- CiNii Articles 検索 - 松岡要